# Helly Juell Hansen
Helly Juell Hansen (født 12. august 1840, død 12. januar 1914) var en norsk sømand og virksomhedsgrundlægger. Han grundlagde i 1877 tekstilfirmaet Helly J. Hansens Oljeklædefabrik, som senere blev til Helly Hansen.